# 조영민 (1981년)
조영민(曺永敏, 1981년 3월 11일 ~ )은 KBO 리그 SK 와이번스의 스카우트이다.

## 선수 시절

### 한화 이글스시절
2000년 신인 드래프트에서 한화 이글스의 2차 6순위 지명을 받고 연세대 졸업 후 입단하였다.

### SK 와이번스시절
2005년 6월, 당시 SK 와이번스 외야수였던 조원우와의 트레이드를 통해 SK 와이번스로 이적하여 활동했다.

### LG 트윈스시절
2012년 시즌을 마친 뒤 SK 와이번스에서 방출 후 LG 트윈스로 이적했으나, LG에서 다시 방출되고 SK의 스카우트로 자리를 옮겼다.

## 출신학교
- 송정동초등학교
- 광주충장중학교
- 광주제일고등학교
- 연세대학교

## 프로 야구 선수 시절

### 2004년
2004년 7월 1일, 주전 마무리 투수였던 권준헌 선수의 팔꿈치 부상에 따른 구원투수 공백에 따라 처음으로 1군 엔트리에 등록된다. 7월 8일, SK 와이번스와의 대전구장 경기에서 프로 첫 세이브를 거두었다. 7월 10일 대전구장 LG 트윈스와의 경기에서는 6회 팀의 네번째 투수로 등판하여 2.1 이닝 동안 무실점 호투를 펼쳐 프로 첫 승리를 거두었다.

## 통산 성적
| 연도 | 소속    | 평균 자책점 | 경기 | 완투 | 완봉 | 승 | 패 | 세 | 홀 | 승률  | 타자 | 이닝   | 피안타 | 피홈런 | 볼넷 | 사구 | 삼진 | 실점 | 자책점 |
| ---- | ------- | ----------- | ---- | ---- | ---- | -- | -- | -- | -- | ----- | ---- | ------ | ------ | ------ | ---- | ---- | ---- | ---- | ------ |
| 2004 | 한화    | 4.05        | 25   | 0    | 0    | 1  | 5  | 8  | 0  | 0.167 | 144  | 33 1/3 | 31     | 6      | 10   | 4    | 19   | 18   | 15     |
| 2005 | 한화/SK | 3.44        | 27   | 0    | 0    | 2  | 0  | 0  | 2  | 1.000 | 154  | 36 2/3 | 25     | 5      | 23   | 5    | 27   | 14   | 14     |
| 2006 | SK      | 3.60        | 21   | 0    | 0    | 0  | 0  | 0  | 1  | 0.000 | 86   | 20     | 13     | 0      | 16   | 2    | 9    | 8    | 8      |
| 2008 | SK      | 3.74        | 38   | 0    | 0    | 3  | 0  | 0  | 1  | 1.000 | 222  | 53     | 54     | 6      | 20   | 1    | 21   | 22   | 22     |
| 2011 | SK      | 6.00        | 3    | 0    | 0    | 0  | 0  | 0  | 0  | 0.000 | 17   | 3      | 6      | 0      | 2    | 1    | 1    | 2    | 2      |
| 통산 | 5시즌   | 3.76        | 114  | 0    | 0    | 6  | 5  | 8  | 4  | 0.545 | 623  | 146    | 129    | 17     | 71   | 13   | 77   | 64   | 61     |